# David Cameron
David William Donald Cameron, Nam tước Cameron xứ Chipping Norton (sinh ngày 9 tháng 10 năm 1966) là một chính khách người Anh hiện giữ chức vụ Bộ trưởng Ngoại giao kể từ tháng 11 năm 2023. Ông từng là Thủ tướng Vương quốc Liên hiệp Anh từ năm 2010 đến năm 2016, và là lãnh đạo của Đảng Bảo thủ từ năm 2005 đến năm 2016.
David Cameron học liên ngành triết học, chính trị học và kinh tế học tại Đại học Oxford và được trao bằng sinh viên ưu tú hạng nhất. Sau đó ông tham gia vào Ban nghiên cứu Đảng Bảo thủ và trở thành cố vấn đặc biệt cho Norman Lamont, và sau đó cho Michael Howard. Ông là Giám đốc Vụ doanh nghiệp của Carlton Communications trong bảy năm.
Ông lần đầu tranh cử vào Hạ viện Anh tại đơn vị bầu cử Stafford vào năm 1997 nhưng thất bại. Đến kỳ bầu cử năm 2001, David Cameron trúng cử và trở thành Hạ nghị sĩ đại diện cho đơn vị bầu cử Witney của Oxfordshire. Hai năm sau, ông tham gia ban lãnh đạo của Phe đối lập và nhanh chóng thăng chức, trở thành người đứng đầu cục điều phối chính sách của Đảng Bảo thủ trong cuộc tổng tuyển cử năm 2005.
David Cameron được xem là một chính trị gia già dặn, ôn hòa, thu hút cử tri trẻ tuổi. Năm 2005, ông đã đắc cử trong cuộc bầu cử lãnh đạo bảo thủ, trở thành Lãnh đạo Phe đối lập tại Hạ viện. Dưới sự lãnh đạo Cameron, Đảng Bảo thủ đã được giành được ủng hộ dư luận trước Công Đảng của Tony Blair trong các cuộc thăm dò dư luận.
Trong cuộc tổng tuyển cử năm 2010, Đảng Bảo thủ giành được số ghế nhiều nhất, nhưng bị thiếu phiếu để giành được đa số ghế cần thiết để thành lập chính phủ theo quy định của Hiến pháp. Sau khi Gordon Brown từ chức, David Cameron được bổ nhiệm làm Thủ tướng trong liên minh với Đảng Tự do Dân chủ.
Sau khi Vương quốc Anh và Bắc Ireland bỏ phiếu rời khỏi Liên minh châu Âu trong cuộc trưng cầu dân ý ngày 23 tháng 6 năm 2016, Cameron tuyên bố từ chức Thủ tướng và người kế nhiệm ông là Theresa May. Ông được các nhà sử học và học giả đánh giá ở mức trung bình hoặc trung bình thấp trong số các cựu thủ tướng Anh Quốc.
Ngày 13 tháng 11 năm 2023, ông bất ngờ được thủ tướng Rishi Sunak bổ nhiệm làm Thượng nghị sĩ và Ngoại trưởng Anh. Ông trở thành cựu thủ tướng đầu tiên quay lại chính trường và tham gia vào nội các kể từ năm 1970.